# Dalsländska
Dalsländska eller dalbomål är ett samlingsnamn på de svenska dialekter som talas i Dalsland, både de traditionella folkmålen och de lokala varianterna av standardspråket. Dialekterna har stått under påverkan från tre olika håll: västerifrån från norskt område, från värmländska dialekter i norr och från dialekterna i Västergötland i söder. Dalsländskan räknas till götamålen, även om det finns tydliga influenser från andra dialektområden. Landskapet genomkorsas av flera dialektala skiljelinjer, både mellan söder och norr och mellan öster och väster.

## Kännetecken
Dalsland gränsar till Norge och dialekterna har vissa drag gemensamma med norska och nordbohuslänska mål, t.ex. att o blir u i ord med lång vokal som bu ('bo' och 'bod') och bru ('bro'). Detta u-uttal var tidigare vanligt i hela landskapet, men förekommer idag endast i genuina dialekter i väster. 
Ett särskiljande drag mellan norska och östnordiska språk som danska och svenska är att gammalt kort e i ord som avslutas med -a har brutits till jä. I väster, liksom i delar av Dalsland och Bohuslän, kvarstår detta vokalljud ofta som ä, t.ex. i stäla (sv. 'stjäla') och stärtt ('stjärt'). Ett annat västligt drag är assimilationerna mp > pp, nt > tt, nk > ck i ord som sopp ('svamp'), bratt ('brant') och säcka ('sjunka'). I Dalsland saknas däremot de bevarade diftonger som förekommer på norska sidan av gränsen. Liksom i både västgötamål och norska mål har ä utvecklats till a framför r+ytterligare konsonant. Det heter till exempel jarv ('djärv') och varre ('värre')
Kombinationen ju kan på samma sätt som i söder och väster utvecklas till y i vissa fall, t.ex. i ord som lyga ('ljuga') och sy ('sjuda').
Ett tydligt drag som kommer söderifrån är att avslutande t kvarstår i bestämd form singularis, i ord som huset (fsv. husit) och barnet (fsv. barnit). Längre norrut faller emellertid detta t bort, och uttalet blir liksom i Norge och övriga Mellansverige huse och barne. Samma princip gäller avslutande t i supinumformer av verb som supit och kastat. Kontakten med Värmland i norr visar sig bland annat att verbens infinitivformer slutar på -e som i kaste ('kasta') och ligge ('ligga').
Särdrag hos de dalsländska dialekterna är t.ex. böjningen av feminina substantiv som bok, som blir bökene i västra delarna och böckera i öster (jfr. 'böckerna'). Maskulina substantiv som häst böjs hästane i bestämd form pluralis. Dalsländskan använder a och e som fog i sammansättningar, t.ex. väggalus ('vägglus') och ålesjinn ('ålskinn').